# Mário Tupinambá
Juvemário de Oliveira Tupinambá (Nazaré das Farinhas, 26 de abril de 1932 – Rio de Janeiro, 27 de setembro de 2010) foi um humorista e redator brasileiro, conhecido por ter interpretado o personagem Bertoldo Brecha, paródia do dramaturgo Bertolt Brecht, na Escolinha do Professor Raimundo e da Escolinha do Barulho. Entre os bordões imortalizados pelo personagem de Mário Tupinambá estão “Zé fini, tá na boca do Brasi”, "Camarão é a mãe" e "Veeeeeenha!". Era também redator de humorísticos, tendo trabalhado em diversos programas televisivos de Chico Anysio.
Morreu no dia 27 de setembro de 2010, no Hospital São Lucas, em Copacabana, na Zona Sul do Rio de Janeiro, onde estava internado desde 8 de agosto. De acordo com a assessoria de imprensa do hospital, o ator morreu pela manhã, em decorrência de um choque cardiogênico, pois sofria de insuficiência cardíaca e diabetes. O humorista foi velado no Cemitério São João Batista e sepultado no Cemitério do Caju. Ele é pai do ator e dublador Mário Tupinambá Filho, da atriz Daniela Tupinambá, e também de George, Márcia, Daniel, Déborah e Ana Tupinambá.

## Trabalhos na televisão
| Programa                        | Ano         | Personagem      |
| ------------------------------- | ----------- | --------------- |
| Chico em Quadrinhos             | 1972        | Bertoldo Brecha |
| Chico City                      | 1973 a 1980 | Bertoldo Brecha |
| Chico Total                     | 1981, 1996  | Bertoldo Brecha |
| Chico Anysio Show               | 1987 a 1990 | Bertoldo Brecha |
| Escolinha do Professor Raimundo | 1990 a 1995 | Bertoldo Brecha |
| Escolinha do Barulho            | 1999 a 2001 | Bertoldo Brecha |
| Escolinha da Fama               | 2005 a 2007 | Bertoldo Brecha |
| Zorra Total                     | 2007 a 2008 | Deputado Baiano |